# Akihiro Yoshida
Akihiro Yoshida (吉田 明博 Yoshida Akihiro?), född 28 maj 1975 i Kagawa prefektur, är en japansk före detta fotbollsspelare.
Yoshida började sin karriär 1994 i Bellmare Hiratsuka. 1999 flyttade han till Yokohama FC. Han avslutade karriären 2003.